# Molino de Pals
El Molino de Pals, también llamado Molino Grande, Castillo de San Miguel o Mas Tafurer, es una antigua construcción que hizo las veces de castillo, molino y manso durante cinco siglos. Situado en el término municipal de Pals, en la comarca del Bajo Ampurdán, en el km 343 de la carretera de Pals hacia Torroella de Montgrí. Rodeado de campos de arroz, dista tan solo a 3 km de la villa de Pals.

## Historia
El 6 de septiembre de 1321, los síndicos de Pals se comprometen a pagar al rey 500 sueldos anuales para hacer demoler el antiguo molino. El molino de maíz de Pals ya funcionaba en el año 1332. Miquel Pere de la familia condal de Gerona y propietario del molino grande de Pals, fue el protonotario del rey Fernando el Católico, y más miembros de su familia, y ocupó cargos de máxima confianza al lado del rey. Más tarde, en el año 1452, el alcalde del Real Patrimonio de Cataluña, la reina María de Castilla, esposa del rey Alfonso el Magnánimo, da licencia a Miquel Pere, que ya tenía un molino de maíz, para construir un molino arrocero y hacer un canal desde el río Ter hasta el molino, y otro que comunicara el molino con el mar pudiendo reforzar su salida al mar para que este no tapara su curso y los barcos pudieran entrar y salir sin dificultad. En el libro de notas del jurista gerundense Pere, administrador de la reina Juana Enríquez (madre de Fernando el Católico y Señora del Castillo de Pals), aparecen las referencias de las ejecuciones de la ciudad de Girona.
Durante la Guerra civil catalana (1462 - 1472) el caballero Miquel Pere, Señor del Molino Grande de Pals luchó siempre al lado de Juan II de Aragón. Aparece el 15 de abril de 1468 como capitán del Castillo de Ampúrias al lado de otros capitanes como el padre Martí Guerau de Cruïlles y el padre Pere Torroella, descendiente de caballeros nobles de la villa de Pals y copropietario de la carabela Santa María, los cuales después de estar asediados durante dos meses se rindieron.
El 15 de noviembre de 1467 el conde de Vademont prohíbe el cultivo de arroz en toda la comarca del Ampurdán, al creer que las aguas estancadas perjudicaban la salud pública. Por su posición durante la guerra al lado de Juan II, a Miquel Pere le fueron confiscadas las tierras y molinos de Pals, y el condestable Pedro de Portugal, como recompensa, se las ofreció a Fernando Álvarez. Al finalizar la guerra, siendo finalmente vencedor Juan II, a Miquel Pere le fueron devueltas todas sus posesiones, tierras, casas y molinos.

## Actualidad
El Molino de Pals ha sobrevivido más de 6 siglos al paso de los diversos propietarios que ha tenido, las sucesivas transformaciones correspondientes a las funcionalidades de cada momento. En el año 1987, la familia Parals adquirió la finca con la única finalidad de producir arroz, por este motivo, hay mucha parte del edificio que no se usa y ha quedado olvidada.